# Климат Венгрии

Климатические пояса Венгрии по классификации Кёппена

Климат Венгрии характеризуется географическим положением страны. Венгрия находится в западной части Центральной Европы, приблизительно одинаково удалена от Северного полюса и экватора (более чем на 1000 км), а также находится примерно в 1000 км от Атлантического океана. Расстояние от венгерской границы до ближайшего морского побережья Средиземноморья составляет 500 км. Климат сформировался в результате экологических изменений в эпоху голоцена и является результатом столкновения континентального, океанического и средиземноморского климатов. Вследствие этого погода в Венгрии весьма переменчива.

## Влияющие факторы
Два важнейших фактора, влияющих на венгерский климат — расстояние от Атлантики и преобладающие западные ветра, приносящие сильные проливные дожди в страну. При этом в Венгрии климат не является резко континентальным, как в Восточной Европе и России в частности. Также оказывает своё влияние Среднедунайская низменность, в которой находится Венгрия, а именно окружающие Венгрию горы. Так продвижение холодных атмосферных фронтов замедляется, а характер дующих ветров приближается к традиционным фёнам.
На погоду и климат Венгрии влияют два крупнейших атмосферных вихря: Исландский циклон и Азорский антициклон. Исландский циклон приносит в страну похолодание и дожди, снижая атмосферное давление. Азорский антициклон приходит зимой и летом, разгоняя облака и делая погоду сухой и солнечной. Но, помимо этого, сезонное воздействие оказывает Сибирский антициклон, приносящий холодный воздух из Сибири и Восточной Европы зимой.

## Солнечные дни
Разница между самой северной и самой южной параллелью Венгрии достигает всего 3 градусов, угол падения солнечных лучей за год отличается также на 3 градуса между минимальным и максимальным. Ежегодная плотность распределения тепла варьируется от 80 до 110 ккал/см² (в среднем по 70 ккал/см² за лето и 20 ккал/см² за зиму), но зависит ещё и от долготы (60-70 ккал/см² на западе и 100-110 ккал/см² на юго-востоке). Среднее число солнечных часов достигает отметки в 1700-2100 часов в год (1700 в Шопроне, 2068 в Сегеде). Максимум достигается в июле. Среднее число солнечных дней варьируется от 70 до 190 в год, доля солнечных часов в день достигает 46%.

## Температура
Средняя температура в Венгрии выше на 2,5 градуса, чем в Австрии, благодаря южным ветрам, дующим со стороны Альп и начинающимся ещё в Гольфстриме (разница эта нивелируется на востоке). Среднегодовая температура — от 8 до 11 °C, разница между среднегодовой на севере и юге составляет всего 3 градуса в связи с небольшой площадью страны, но разброс между минимальной зимней и максимальной летней температурами значительно большой.

### Сельское хозяйство
Летняя температура идеально подходит для выращивания сельскохозяйственных культур, хотя серьёзный урон урожаю могут нанести похолодания в мае. Годовой диапазон температуры почвы может превышать 100 °C, на глубине 20 м от поверхности это колебание прекращается, температура стабилизируется до 11 °C. Средняя поверхностных заморозков составляет 25-35 см.

## Ветер
Скорость, направление и процесс движения воздушных масс влияют на ветер. Западное направление доминирует на высоте 4000 м, ближе к поверхности — северо-западное, но к востоку от реки Тиса дуют северные ветра. По шкале Бофорта сила ветра колеблется в среднем от 1,5 до 2,5 баллов (2—3 м/с).

## Осадки
Среднегодовое количество осадков составляет 600 мм. Самые засушливые части страны — восток (500 мм в Хортобаде). Максимально дождливые регионы находятся на западе (до 1000 мм в год). Большая часть выпадает поздней весной и ранним летом, на юго-западе второй максимум выпадения осадков приходится на октябрь в связи с влиянием средиземноморского климата. На юго-западе число дождливых дней превышает 100, как в горах Матра и Бюкк, но в центре течения Тисы не превышает 80 дней. В связи с сильным испарением и небольшими осадками на равнине Альфёльд летом достаточно жарко. Летом идут грозовые дожди, в том числе и с градом. С конца ноября по начало марта выпадает снег. Самый тонкий слой снега составляет 4 см (выпадает на востоке равнины Альфёльд).

## Влажность воздуха
Влажность воздуха достигает 75% на западной границе Венгрии; летом она традиционно выше, чем зимой. В среднем испаряется 7,4 г/м³ воды при гидростатическом давлении 7,3 мм.

## Поверхность
Поверхность земли и гидрология всей страны влияют на климат: на макроклимате это сказывается не так значительно, как на мезо- и микроклимате. Хорошим примером является микроклимат окрестностей больших озёр (например, озера Балатон). Песчаники, доломитовые холмы и окружающие Буду холмы также влияют на мезо- и микроклимат. Разность высот составляет от 400 до 900 м на равнине Альфёльд.